# Xarxet alablau
El xarxet alablau (Anas discors) és un ànec de mida petita i no és un xarxet en sentit estricte..
Fa uns 40 cm de llarg i pesa uns 370 g. Viu a tota Amèrica del nord excepte l'oest i nord d'Alaska i nord del territori del Canadà.
Migra en esbarts a Amèrica central i Amèrica del sud, alguns ho fan al Golf de Mèxic i Califòrnia. De vegades es troben vagant per Europa.
Modernament se l'ha inclòs en el gènere Spatula com (S. discors).